# العلاقات الإيرانية الميانمارية
العلاقات الإيرانية الميانمارية هي العلاقات الثنائية التي تجمع بين إيران وميانمار.

## مقارنة بين البلدين
هذه مقارنة عامة ومرجعية للدولتين:
| وجه المقارنة                                              | إيران                    | ميانمار          |
| --------------------------------------------------------- | ------------------------ | ---------------- |
| المساحة (كم2)                                             | 1.65 مليون               | 676.58 ألف       |
| عدد السكان (نسمة)                                         | 79.97 مليون              | 53.37 مليون      |
| الكثافة السكانية (ن./كم²)                                 | 48.47                    | 78.88            |
| العاصمة                                                   | طهران                    | نايبيداو، يانغون |
| اللغة الرسمية                                             | لغة فارسية               | اللغة البورمية   |
| العملة                                                    | ريال إيراني              | كيات ميانماري    |
| الناتج المحلي الإجمالي (بليون دولار)                      | 439.51 مليار             | 69.32 مليار      |
| الناتج المحلي الإجمالي (تعادل القوة الشرائية) بليون دولار | 1.36 تريليون             | 282.95 مليار     |
| الناتج المحلي الإجمالي الاسمي للفرد دولار أمريكي          |                          | 1.16 ألف         |
| الناتج المحلي الإجمالي للفرد دولار أمريكي                 |                          |                  |
| مؤشر التنمية البشرية                                      | 0.766                    | 0.536            |
| رمز المكالمات الدولي                                      | +98                      | +95              |
| رمز الإنترنت                                              | .ir،                     | .mm              |
| المنطقة الزمنية                                           | ت ع م+03:30، توقيت إيران | ت ع م+06:30      |

## منظمات دولية مشتركة
يشترك البلدان في عضوية مجموعة من المنظمات الدولية، منها:
| علم المنظمة | اسم المنظمة                        | تاريخ انضمام إيران | تاريخ انضمام ميانمار |
| ----------- | ---------------------------------- | ------------------ | -------------------- |
|             | مؤسسة التنمية الدولية              | 10 أكتوبر 1960     | 5 نوفمبر 1962        |
|             | المنظمة الهيدروغرافية الدولية      | ?                  | ?                    |
|             | مؤسسة التمويل الدولية              | 28 ديسمبر 1956     | 3 ديسمبر 1956        |
|             | منظمة حظر الأسلحة الكيميائية       | ?                  | ?                    |
|             | الأمم المتحدة                      | 24 أكتوبر 1945     | 19 أبريل 1948        |
|             | منظمة الشرطة الجنائية الدولية      | ?                  | ?                    |
|             | البنك الدولي للإنشاء والتعمير      | 29 ديسمبر 1945     | 3 يناير 1952         |
|             | الاتحاد البريدي العالمي            | ?                  | ?                    |
|             | وكالة ضمان الاستثمار متعدد الأطراف | 15 ديسمبر 2003     | 16 ديسمبر 2013       |
|             | يونسكو                             | 6 سبتمبر 1948      | 27 يونيو 1949        |

## وصلات خارجية
- موقع وزارة الخارجية الإيرانية
- موقع وزارة الخارجية الميانمارية